# Juin 1776

## Événements

28 juin: la déclaration d'indépendance des États-Unis d'Amérique est présentée au Congrès

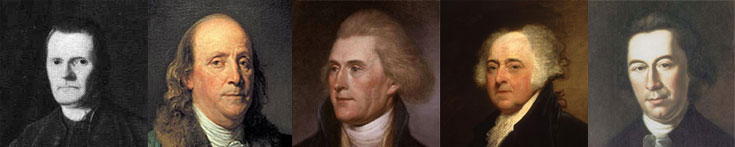
La commission des Cinq : Sherman, Franklin, Jefferson, Adams, et Livingston

- 1er juin : arrivée au Canada de 4 300 mercenaires allemands (de Brunswick et de Hanau).
- 7 juin : Richard Henry Lee de la Virginie propose au congrès continental "Que ces Colonies Unies sont de droit, des États libres et indépendants...
- 8 juin : bataille de Trois-Rivières (Québec), opposant les insurgés des Treize colonies aux troupes du roi de Grande-Bretagne. Les Américains se replient, par la vallée de la rivière Richelieu, derrière la position de Ticonderoga.
- 11 juin :
  - le congrès continental nomme la Commission des Cinq pour ébaucher le texte de la Déclaration d'indépendance des États-Unis d'Amérique.
  - Goethe devient conseiller secret de légation à Weimar[1].
- 12 juin :
  - Le Bill of Rights, première déclaration des droits de l’homme en Virginie, écrit par George Mason, est adopté par la Convention de Virginie.
  - Le Second Congrès continental créé le Board of War and Ordnance (Conseil de la Guerre et de l'Artillerie).
- 15 juin : l'assemblée générale du Delaware vote pour suspendre le gouvernement de la couronne britannique.
- 28 juin :
  - La Commission des Cinq présente leur Déclaration d'indépendance des États-Unis d'Amérique au congrès continental.
  - Bataille de Sullivan's Island : Elle a eu lieu près de Charleston en Caroline du Sud. Cette victoire américaine empêche les Anglais de s'installer dans le sud et ainsi de prendre en étau les indépendantistes.
- 29 juin :
  - Ratification de la Constitution de Virginie.
  - Fondation de la ville de San Francisco par deux Pères franciscains venus du Mexique voisin, qui célèbrent la messe au fond d'une baie de la côte californienne.

## Naissances
- 1er juin : Giuseppe Zamboni, inventeur de la pile Zamboni († 25 juillet 1846)
- 4 juin : Charles-Joseph Buquet, général français.
- 11 juin : John Constable, peintre britannique († 31 mars 1837).
- 12 juin : Pierre Révoil, peintre français († 19 mars 1842).

## Décès
- 13 juin : William Battie (né en 1703 ou 1704), psychiatre anglais.
- 20 juin : Benjamin Huntsman (né en 1704), inventeur anglais.
- 28 juin : Augustin Roux (né en 1726), médecin français[2].